# Конференція ООН з проблем середовища, оточуючого людину (1972)
Конференція ООН з проблем середовища, оточуючого людину, (Стокгольмська конференція) відбулася 5—16 червня 1972 року. На цьому міжнародному форумі уперше обговорювалася концепція сталого розвитку, яка нині є найбільш популярною концепцією розвитку людства. На конференції було створено Стокгольмську декларацію, яка встановила 26 принципів збереження довкілля.
На конференції 1972 року було визнано права людини на «свободу, рівність і адекватні умови життя в довкіллі». Також був прийнятий план дій зі 109 пунктів, реалізацією якого зайнялася запропонована на конференції організація ООН — Програма ООН з довкілля (ЮНЕП, створена у грудні 1972 року). Також був створений Фонд довкілля. На честь конференції було встановлено Всесвітній день довкілля — 5 червня.
Конференція привернула значну увагу до проблеми захисту довкілля. Наприклад, у період 1971—1975 років у країнах ОЕСР був прийнятий 31 закон в галузі охорони середовища. За десять років після конференції було створено понад сто міністерств охорони довкілля.
Розвитком Стокгольмської декларації стала Декларація Ріо-де-Жанейро, прийнята в 1992 році на «Саміті Землі». Через 20 років після прийняття декларації Ріо було проведено велику Конференцію ООН по сталому розвитку «Ріо+20» (червень 2012 року).

## Ресурси Інтернету
- Документи конференції [Архівовано 11 квітня 2007 у Library of Congress](англ.)
- 1972 United Nations Conference on the Human Environment (Part 1) [Архівовано 29 листопада 2016 у Wayback Machine.](англ.)
- 1972 United Nations Conference on the Human Environment (Part 2) [Архівовано 11 грудня 2016 у Wayback Machine.](англ.)